# Pox (dryck)

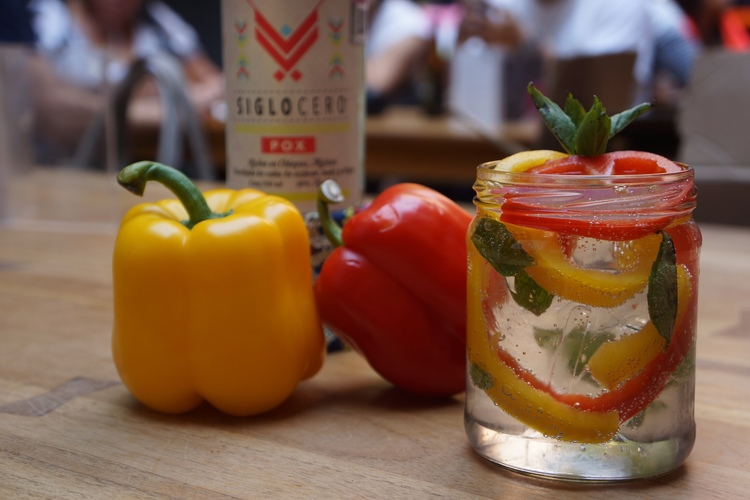
Modern drink gjord på Pox.

Pox, (uttal: /pɑʃ/) är en mexikansk spritdryck gjord på majs, sockerrör och vete. Pox betyder ungefär medicin eller helbrägdagörelse och den görs traditionellt i Chiapas i Mexiko. Där har den använts i ritualer och den räknar sitt ursprung till drycker som Mayakulturen hade. Sedan början av 2010-talet har den spridits till barer över hela Mexiko och till USA.
Pox är inte en skyddad beteckning och finns i många varianter med alkoholprocent mellan 20 och 50%. Den tillverkas genom destillering av en mäsk bestående av majs, sockerrör och vete som sedan kan kryddas. Traditionellt ska en mäsksats sättas vid början på en måncykel.